# Кирьякопулос, Йоргос
Йо́ргос Кирьяко́пулос (греч. Γιώργος Κυριακόπουλος; 5 февраля 1996, Патры, Греция) — греческий футболист, вингер клуба «Монца» и сборной Греции.

## Клубная карьера
Кирьякопулос — воспитанник клубов «Телия Патры» и «Астерас». 16 февраля 2014 года в матче против ПАОКа он дебютировал в греческой Суперлиге в составе последнего. Летом 2015 года для получения игровой практики Йоргос был арендован клубом «Эрготелис». 4 октября в матче против «Ахарнаикоса» он дебютировал за новую команду. В начале 2016 года Кирьякопулос на правах аренды перешёл в команду «Ламия». 8 февраля в матче против «Лариссы» он дебютировал за новый клуб. Летом того же года Кирьякопулос вернулся в «Астерас». 30 апреля 2017 года в поединке против «Ираклиса» Йоргос забил свой первый гол за клуб.
Летом 2019 года Кирьякопулос был арендован итальянским «Сассуоло». 3 ноября в матче против «Лечче» он дебютировал в итальянской Серии A.

## Международная карьера
В 2015 году Кирьякопулос в составе юношеской сборной Греции принял участие в домашнем юношеском чемпионате Европы. На турнире он сыграл в матчах против команд Украины, Франции, Австрии и России.